# Symplocarpus foetidus

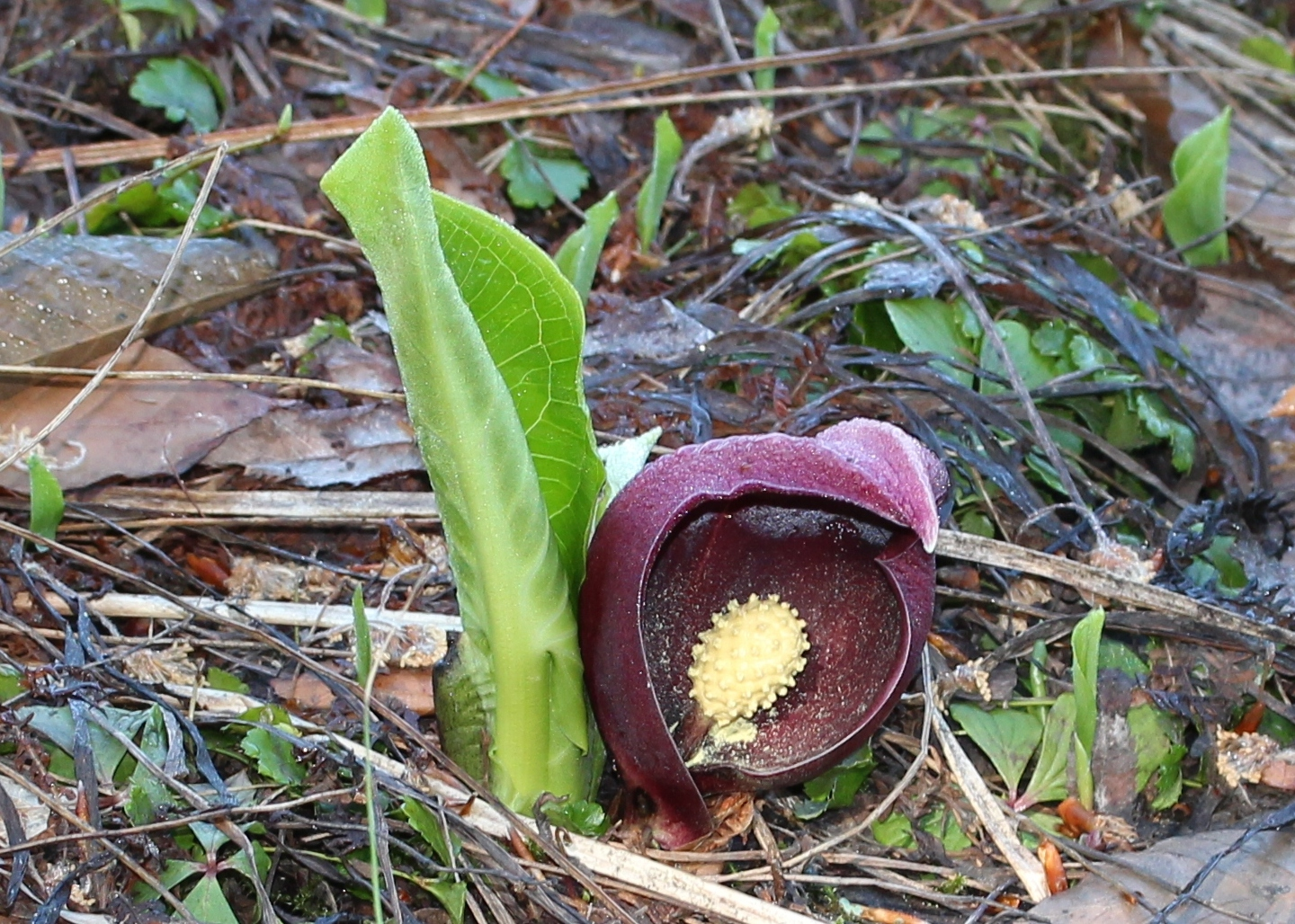
S. foetidus (Mominuka, Japão).

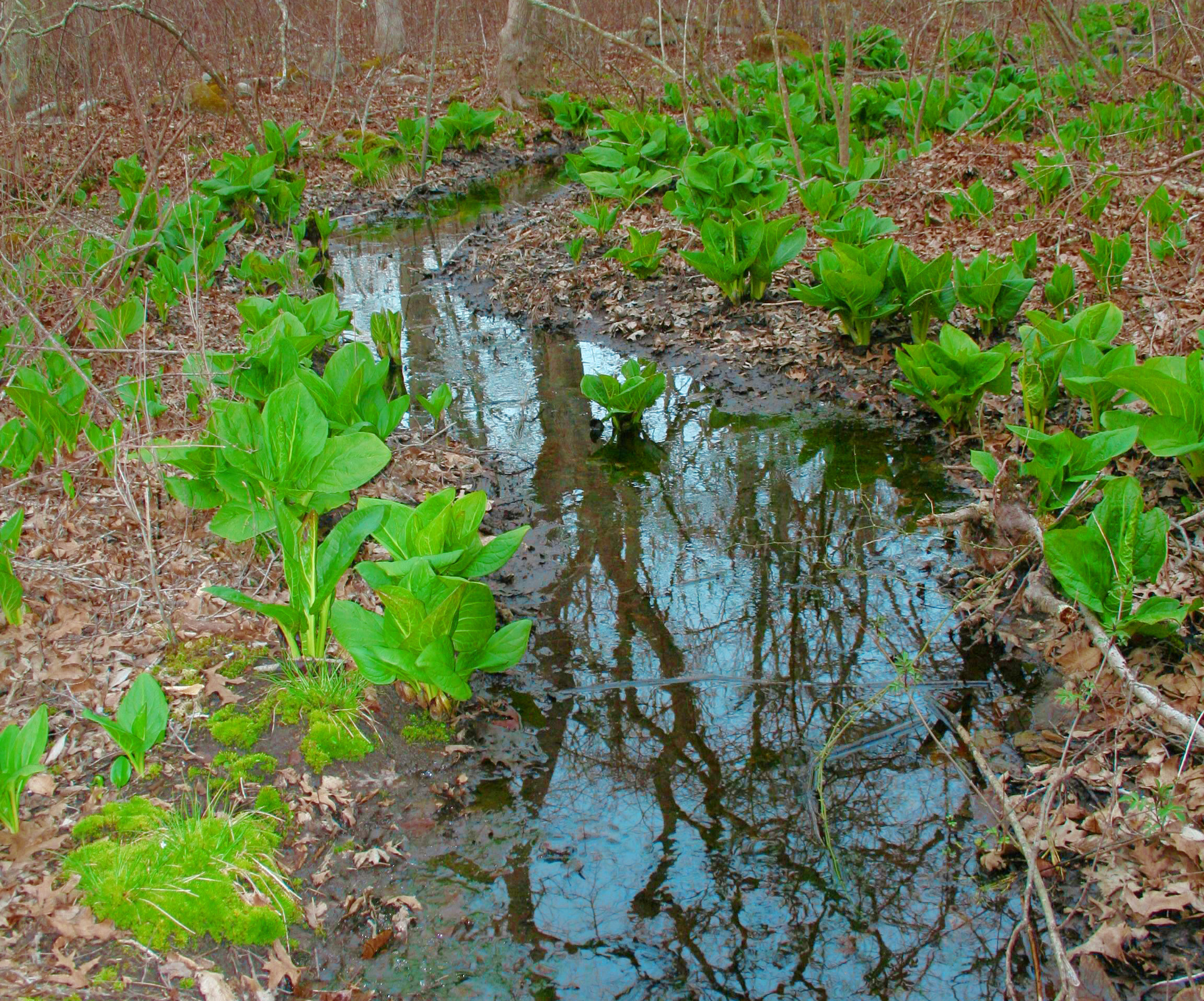
Hábito e folhagem (Martha's Vineyard).

Symplocarpus foetidus é uma planta de crescimento baixo, com um forte odor desagradável, que prefere pântanos e terrenos encharcados. A espécie tem distribuição natural no leste de América do Norte, numa região que vai desde a Nova Escócia e o sul do Quebec ao oeste do Minnesota, sul da Carolina do Norte e Tennessee. Está protegido como espécie em perigo no Tennessee. A espécie encontra-se naturalizada no noroeste da Europa e no Japão.

## Descrição
A espécie apresenta folhas com 40 a 55 cm de comprimento e de 30 a 40 cm de largura. As flores aparecem cedo na primavera, quando apenas inflorescências são visíveis acima do solo. Os caules permanecem enterrados debaixo da superfície, com as folhas emergindo mais tarde.
As flores agrupam-se sobre um espádice com 5 a 10 cm de comprimento, envolvidas por uma espata de 10–15 cm de comprimento, mosqueada de coloração púrpura.
O rizoma tem em geral 30 cm de comprimento.
A espécie é uma planta termogénica que se destaca pela sua capacidade de gerar temperaturas de até 15-35 °C acima da temperatura do ar ambiente por respiração celular com objectivo de perfurar a terra congelada, aquando da emergência do escapo floral. Alguns estudos sugerem que para além de  permitir que a planta cresça em solo gelado, o calor que produz ajuda a difundir o seu odor no ar, potenciando a polinização pelos insectos que se alimentam de carne em putrefacção.
A espécie está referenciada várias vezes na obra de HP Lovecraft "Colour Out of Space".